# Automobili Turismo e Sport
Automobili Turismo e Sport, ATS, var en italiensk sportbils- och formelbiltillverkare under första halvan av 1960-talet. ATS hade även ett formel 1-stall som tävlade säsongen 1963.

## Historik
ATS startades av Carlo Chiti och Giotto Bizzarrini sedan de lämnat Ferrari hösten 1961, efter en kontrovers med Enzo Ferrari. Chiti och Bizzarrini avsåg att konkurrera med sin förre arbetsgivare med såväl tillverkning av sportbilar som deltagande i sportvagnsracing och formel 1. ATS drabbades snart av splittring, då Bizzarrini hoppade av och startade sin egen konstruktionsbyrå 1962 och tog med sig huvudfinansiären, greve Volpi från Scuderia Serenissima.
F1-stallet startade sin verksamhet 1963. Chiti hade konstruerat en ny V8-motor som han placerade i ett chassi som var kopierat från den sista bil han byggde åt Scuderia Ferrari, Ferrari 156. Det innebar att bilen, ATS Tipo 100, var omodern redan från början och med stallets begränsade finanser blev säsongen ett misslyckande, trots att de snabba förarna Phil Hill och Giancarlo Baghetti anslutit från Ferrari efter den olyckliga säsongen 1962.

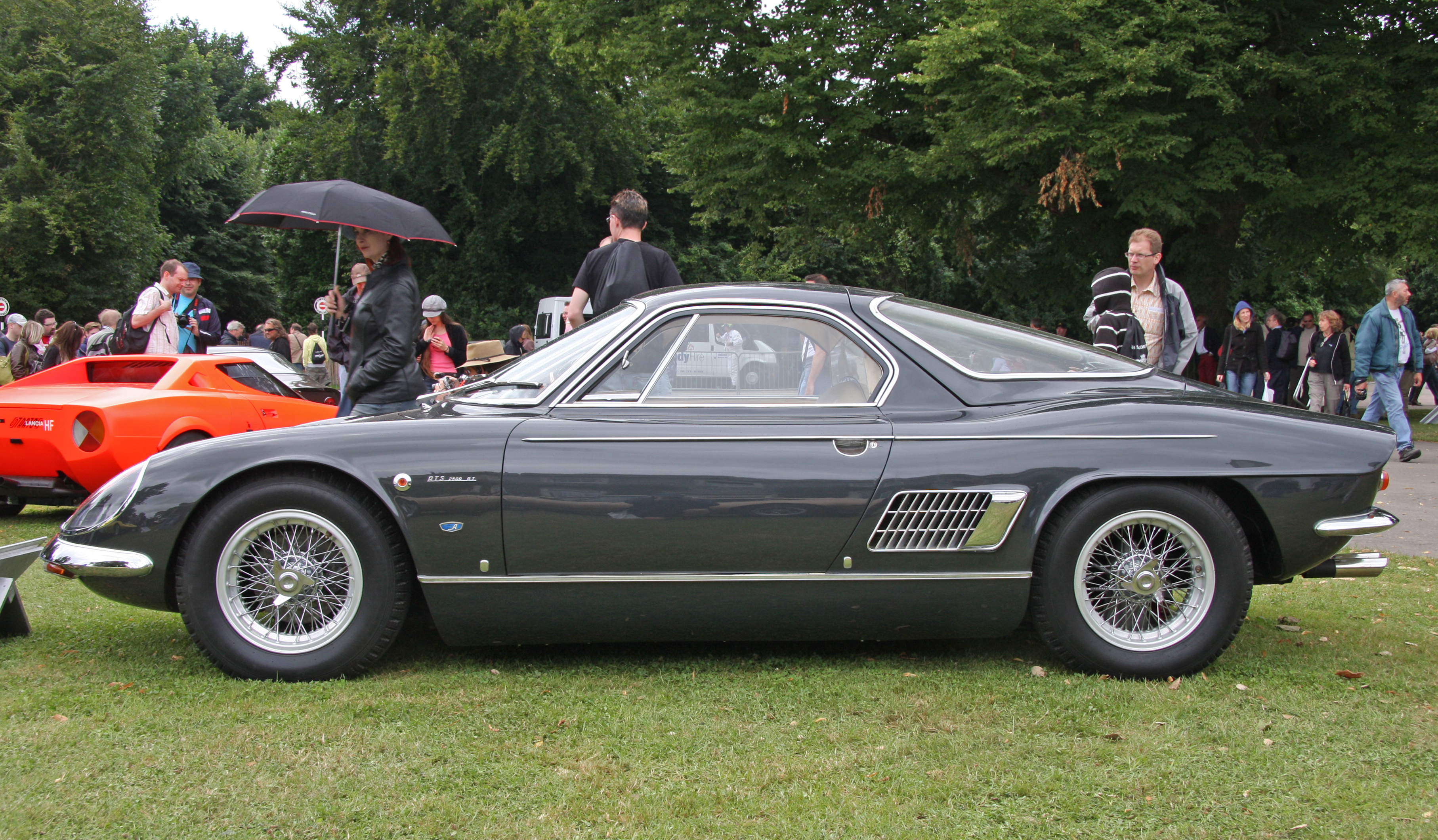
ATS 2500 GT

1963 presenterades även ATS 2500 GT, en av de första sportbilarna med mittmotor. Bilen hade en förstorad variant av Chitis F1-motor. Den fanns även i GTS-utförande, avsedd för sportvagnsracing, med trimmad motor och lättad aluminiumkaross. Bilen tillverkades i ett tiotal exemplar innan produktionen avstannade 1964. Då hade Chiti redan lämnat företaget för Autodelta.
ATS fortsatte under sextiotalet att göra fruktlösa försök att ta sig tillbaka till formel 1-cirkusen, innan verksamheten slutligen lades ner 1969.

## F1-säsonger
| Säsong | Tävlingsnamn               | Bil          | Motor      | Däck | Poäng | VM-plac. | Förare 1  | Förare 2           |
| ------ | -------------------------- | ------------ | ---------- | ---- | ----- | -------- | --------- | ------------------ |
| 1963   | Automobili Turismo e Sport | ATS Tipo 100 | ATS 1.5 V8 | D    | 0     | 9:a      | Phil Hill | Giancarlo Baghetti |